# The Sting
The Sting (bra: Golpe de Mestre) é um filme estadunidense de 1973, do gênero comédia, dirigido por George Roy Hill e com roteiro de David S. Ward; a história foi inspirada em fatos reais protagonizados pelos irmãos Fred e Charley Gondorff e documentado por David Maurer em seu livro The Big Con: The Story of the Confidence Man.
O orçamento de The Sting foi de cinco e meio milhões de dólares, e o filme arrecadou 156 milhões de dólares apenas nas bilheterias estadunidenses.
Em 1983 foi realizado o filme  The Sting II (Golpe de Mestre 2), dirigido por Jeremy Kagan, estrelando Jackie Gleason, Mac Davis, Teri Garr e Karl Malden.

## Sinopse
Em Illinois, em 1936, dois vigaristas dão um golpe em um capanga de um gângster e embolsam muito dinheiro. O gângster decide se vingar e mata um dos que lhe aplicaram o golpe, enquanto o outro foge e entra em contato com um ex-parceiro. Eles decidem então aplicar um tremendo "conto do vigário" que abalará as finanças deste chefão mafioso.

## Elenco principal

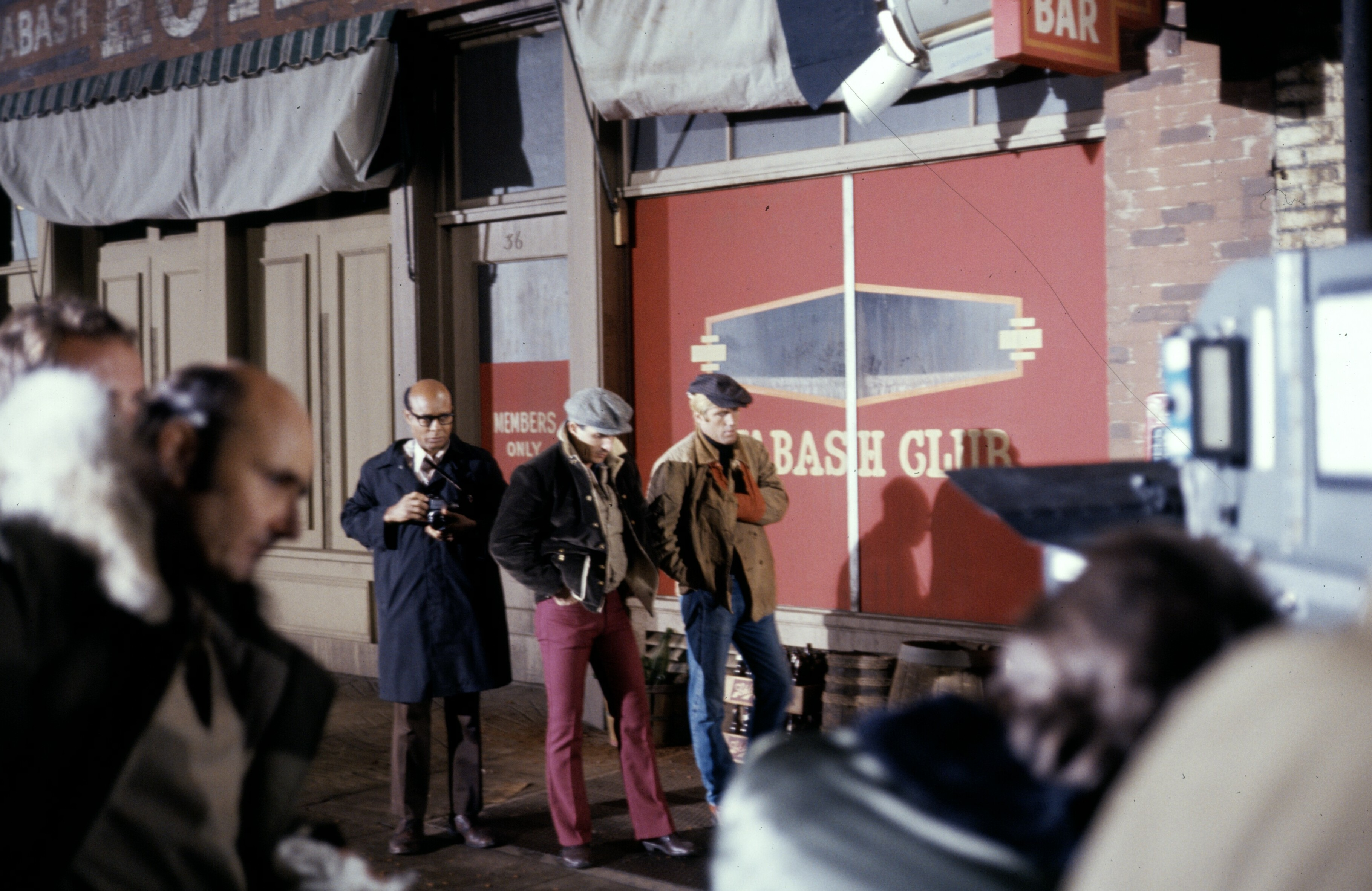
Filmagens do filme em Pasadena, Califórnia.

- Paul Newman........ Henry Gondorff
- Robert Redford..... Johnny Hooker
- Robert Shaw........ Doyle Lonnegan
- Charles Durning....  tenente Wm. Snyder
- Ray Walston........ J.J. Singleton
- Eileen Brennan..... Billie
- Harold Gould....... Kid Twist
- John Heffernan..... Eddie Niles
- Dana Elcar......... agente Polk do F.B.I.
- Jack Kehoe......... Erie Kid
- Dimitra Arliss..... Loretta
- Robert Earl Jones.. Luther Coleman

## Principais prêmios e indicações
Oscar 1974 (EUA)
- Venceu nas categorias de Melhor Filme, Melhor Diretor (George Roy Hill), Melhor Direção de Arte, Melhor Figurino, Melhor Montagem, Melhor Trilha Sonora e Melhor Roteiro Original.
- Indicado nas categorias de Melhor Ator (Robert Redford), Melhor Fotografia e Melhor Som.

Globo de Ouro 1974 (EUA)
- Recebeu uma indicação na categoria de Globo de Ouro de melhor roteiro

Prêmio Eddie 1974 (American Cinema Editors, EUA)
- Venceu na categoria de Melhor Montagem.

Prêmio David di Donatello 1974 (Itália)
- Venceu na categoria de Melhor Ator Estrangeiro (Robert Redford).

Prêmio Edgar 1974 (Edgar Allan Poe Awards, EUA)
- Indicado na categoria de Melhor Filme.

People's Choice Award 1975 (EUA)
- Venceu na categoria de Filme Favorito.